# Janet Gardner
Janet Patricia Gardner (Juneau; 21 de marzo de 1962) es una músico y compositora estadounidense, conocida popularmente por ser la antigua vocalista y guitarrista de la banda de glam metal Vixen.

## Vida privada
Nació en Juneau el 21 de marzo de 1962, un año antes de su compañera Share Ross. Su padre, Rulon B. Gardner, fue un ingeniero civil que trabajó durante años en el Servicio Forestal de los Estados Unidos en Alaska y Utah, pero en su gran mayoría en Bozeman (Montana), donde Janet creció. Mientras que su madre Margaret era una pianista de una Iglesia de los Santos de los Últimos Días. Desde muy pequeña se unió a varios coros escolares, donde además aprendió a tocar el piano y la guitarra.
A mediados de los años 2000 y luego de reunirse brevemente con Vixen, comenzó a estudiar en la Universidad de Bridgeport, de donde se tituló como higienista dental en 2005. Está casada con Justin James desde 2016. Desde hace años vive en Trumbull (Connecticut) y anteriormente estuvo casada con Andy Katz, el padre de su hijo Ryan.

## Carrera musical

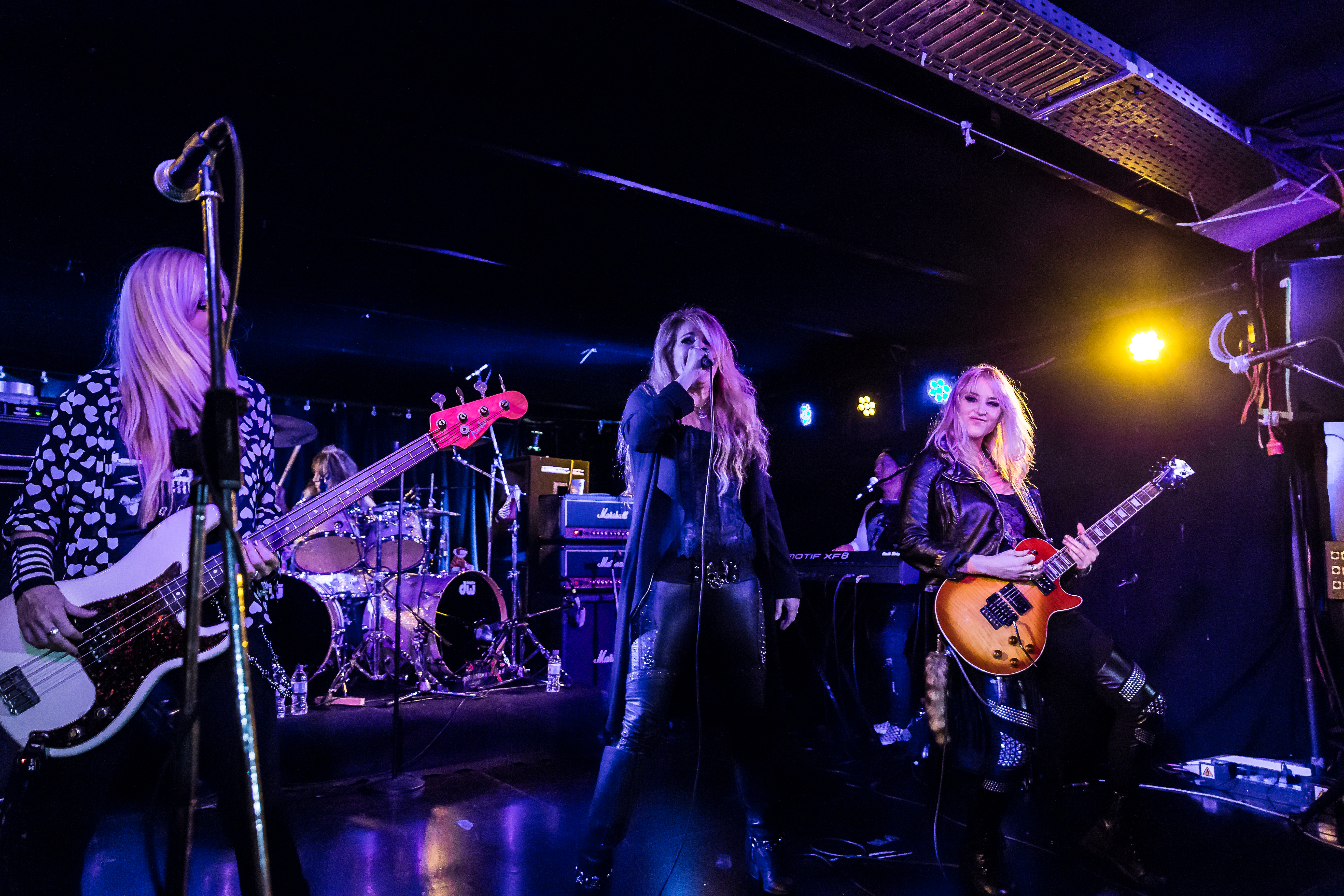
La banda estadounidense Vixen en Stuttgart (Alemania) en 2018

Inició su carrera en 1980 cuando fue invitada por la guitarrista Jan Kuehnemund a unirse a Vixen, luego de verla cantar en un pub. Al año siguiente hizo su primera aparición junto a Vixen en la película Hardbodies, personificando a la banda de ficción Diaper Rash.
En 1988 y luego de firmar con el sello EMI Music, alcanzó la fama junto a la banda gracias a sus discos Vixen y Rev It Up, pero al poco tiempo se separaron por diferencias musicales. En 1997 y junto a Roxy Petrucci reformaron la agrupación y grabaron Tangerine, pero al no poseer la autorización de Jan se disolvieron en 1999.
En 2004 participó en la reunión de Vixen para el programa de televisión Bands Reunited del canal VH1. Años después y junto a Share Pedersen, Roxy y Gina Stile deciden crear una nueva versión de Vixen llamada simplemente VXN, pero para no tener problemas con Jan por asuntos de derechos de autor, lo cambiaron a JSRG. En diciembre de 2013 junto a Roxy, Share y Gina refundaron Vixen, como una manera de mantener el legado de Jan, que falleció de cáncer dos meses antes. Por otro lado, en 2017 publicó el primer disco de estudio de su carrera en solitario. La promoción de su álbum epónimo fue atrasada luego que se le diagnosticó un hematoma subdural. Después de una exitosa cirugía, en 2018 inició la gira promocional de su segundo disco por el Reino Unido. El 16 de enero de 2019, Janet confirmó en Facebook que salió de Vixen para siempre, y el 22 de enero, Lorraine Lewis de Femme Fatale, otra banda femenina desde 2013 hasta su disolución posterior de 2019 que fue contemporánea de Vixen durante la década de 1980, fue nombrada como su reemplazo.

## Discografía
| - 1988: Vixen - 1990: Rev It Up - 1998: Tangerine - 2018: Live Fire | - 2017: Janet Gardner - 2019: Your Place in the Sun - 2020: Synergy |